# دهستان خورش رستم جنوبی
دهستان خورش رستم جنوبی نام دهستانی در بخش خورش رستم شهرستان خلخال، استان اردبیل در ایران است. براساس سرشماری مرکز آمار ایران در سال ۱۳۸۵، جمعیت آن ۵۷۷۵ نفر (۱۳۶۵ خانوار) بوده‌است.